# Sade
Sade — британський музичний гурт, створений 1982 року в Лондоні. Назва гурту «Шаде» є ім'ям співачки гурту Шаде Аду нігерійського походження. Інші члени походять з Кінгстона на річці Гал, що в Східному Йоркширському Райдінгу. Дебютний альбом «Діамантове життя» (Diamond Life) увійшов до списку «Топ-10» у Великій Британії в 1984 році і став платиновим. 1986 року група здобула нагороду «Ґреммі» за найкращий дебют.

## Історія
Музична група «Sade» була створена в 1982 році, коли до членів групи «Pride» — Гелени Фолашаде Аду (Helen Folasade Adu), Стюарта Метьюмена (Stuart Matthewman) і Пола Денмена (Paul Denman) приєднався Пол Кук (Paul Cook). 1983 року, до групи приєднався Ендрю Гейл (Andrew Hale), а в 1984 році Пол Кук їх покинув. Співачка групи «Sade» Гелени Фолашаде Аду народилася в Ібадані, Нігерія. Вона була дочкою африканського батька і англійки матері. Після того, як мати повернулася до Англії, Гелена Аду вивчала дизайн одягу в Центральному коледжі мистецтва та дизайну Святого Мартина в Лондоні. Їй тоді подобалася музика Рея Чарльза, Ніни Сімон, Ела Гріна, Арети Франклін і Біллі Голідей.
Дебют групи «Sade» відбувся в грудні 1982 року в джаз-клубі Ронні Скота (Ronnie Scott's Jazz Club) в Лондоні. Перший виступ групи в США відбувся у травні 1983 у нічному клубі «Danceteria» в Нью-Йорку, а 18 жовтня 1983 року співачка Шаде Аду підписала контракт зі компанією звукозапису Epic Records.
Перший альбом групи «Sade» під назвою «Діамантове життя» (Diamond Life) вийшов у 1984 році.. Він зайняв 2-е місце у рейтингу альбомів Великої Британії, було продано 1,2 мільйона копій альбому. За нього 1985 року група була нагороджена премією британської звукозаписної індустрії «БРИТ нагорода» за найкращий британський альбом. Альбом мав міжнародний успіх і займав 1-ше місце у рейтингових списках Німеччини, Швейцарії та Нідерландів. Альбом також посів 5-те місце у списку Білборд 200 у США і було продано 4 мільйони його копій.
Другий альбом «Обіцянка» (Promise) появився наприкінці 1985 року. Він знову зайняв перші місця у рейтингах і став двократно платиновим у Великій Британії і чотирикратно платиновим у США. У 1986-му група «Sade» здобула премію «Ґреммі» у номінації найкращий новий артист.
Третій альбом групи «Сильніше ніж гординя» (Stronger Than Pride) вийшов у 1988 році. Він посів 7-ме місце у рейтингу 200 найпрода́ваніших музичних альбомів у США Білборд 200 і 3-тє місце у британському рейтингу альбомів. У США він став трикратно платиновим.
Четвертий альбом був створений у 1992 році з назвою «Розкішна любов» (Love Deluxe). У США альбом був чотирикратно платиновим, однак у Великій Британії став тільки золотим. Під час рекламного турне «Love Deluxe World Tour» для підтримки альбому концерти записувалися на відеоплівці і у 1994 році вийшла відеокасета VHS.
П'ятий альбом — «Рок коханців» (Lovers Rock) вийшов у 2000 році. Хоч він не був дуже успішним, однак став платиновим у Великій Британії.
У 2010 році вийшов шостий альбом «Воїн Любові» Soldier of Love. Він отримав платиновий статус у США і Канаді. Після рекламного турне по Європі, Азії, Австралії та Північній і Південній Америці прибуток становив понад 50 млн доларів.

## Дискографія

### Студійні альбоми
- 1984: Diamond Life — 4 × платиновий
- 1985: Promise — 2 × платиновий
- 1988: Stronger Than Pride — платиновий

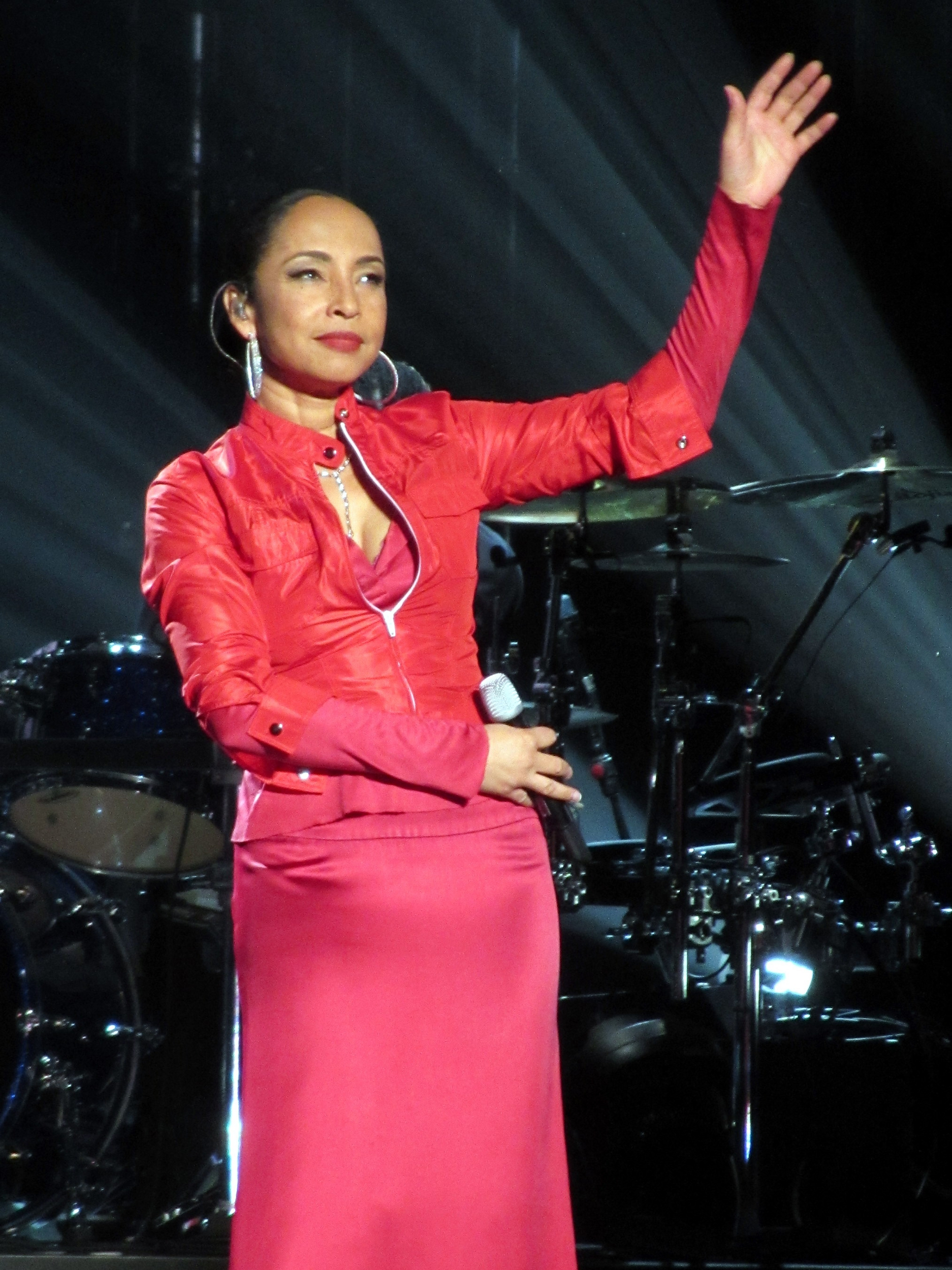
Шаде Аду. 2011

- 1992: Love Deluxe — золотий
- 2000: Lovers Rock — платиновий
- 2010: Soldier of Love — золотий

### Збірники
- 1994: The Best of Sade — 2 × платиновий
- 2011: The Ultimate Collection

### Альбоми з концертів
- 2002: Lovers Live

### Міні-альбоми
- 1992: Remix Deluxe (тільки в Японії)

### Відео
- 2012: Bring Me Home: Live 2011